# Есипенко, Даниил Иванович
Даниил Иванович Есипенко (1901—1984) — заместитель министра государственной безопасности Украинской ССР, генерал-майор (1945).

## Биография
Член ВКП(б). С 20 мая по 31 июля 1943 заместитель начальника 1-го отдела ГУКР СМЕРШ. С 16 августа 1943 по 28 мая 1952 заместитель народного комиссара (затем министра) государственной безопасности Украинской ССР. С 11 июня 1953 начальник Управления МВД по Харьковской области.

### Звания
- 08.09.1939 — капитан государственной безопасности[1];
- 11.02.1943 — подполковник государственной безопасности[1];
- 16.04.1943 — полковник государственной безопасности[1];
- 09.10.1944 — комиссар государственной безопасности[1];
- 09.07.1945 — генерал-майор[6].

### Награды
- Орден Красного Знамени (1 июня 1951)
- Орден Отечественной войны I степени (29 октября 1948)
- Орден Ленина (30 апреля 1946)
- Орден Красного Знамени (10 апреля 1945)
- Орден Красного Знамени (3 ноября 1944)
- Орден Отечественной войны I степени (20 октября 1944)
- Знак «Заслуженный работник НКВД» (19 декабря 1942)[1]
- Орден Красной Звезды (16 октября 1939) — за успешное выполнение *правительственного* задания
- Знак «50 лет пребывания в КПСС»[1]
- 12 медалей